# Praia de Samil
Praia de Samil (på galiciska) eller Playa de Samil (på spanska) är en strand belägen väster om staden Vigo, inom kommunen Vigo, i provinsen Pontevedra i regionen Galicien i nordvästra Spanien. Stranden har fått sitt namn efter området Samil som är en del av församlingen Navia och en av Navias tio befolkningsenheter. Samils strand ligger norr om floden Lagares mynning och sträcker sig från Lagares flodmynning i söder till Navias gräns mot Alcabre i norr och omfattar cirka 1,5 km sandstrand. Samils strand är den längsta sandstranden i Vigo kommun och den är även en urban och lättillgänglig strand och en av mest välbesökta stränderna längs galiciska Rías Baixas kust. Stranden Samil är populär både bland invånare i Vigo och bland turister för sin möjlighet till bad och annan strandrekreation som strandpromenader, i kombination med dess servicestandard (Blå Flagg) och närhet till hotell, restauranger, caféer och andra nöjen, samt att det från stranden är utsikt över Cíesöarna.

## Bildgalleri

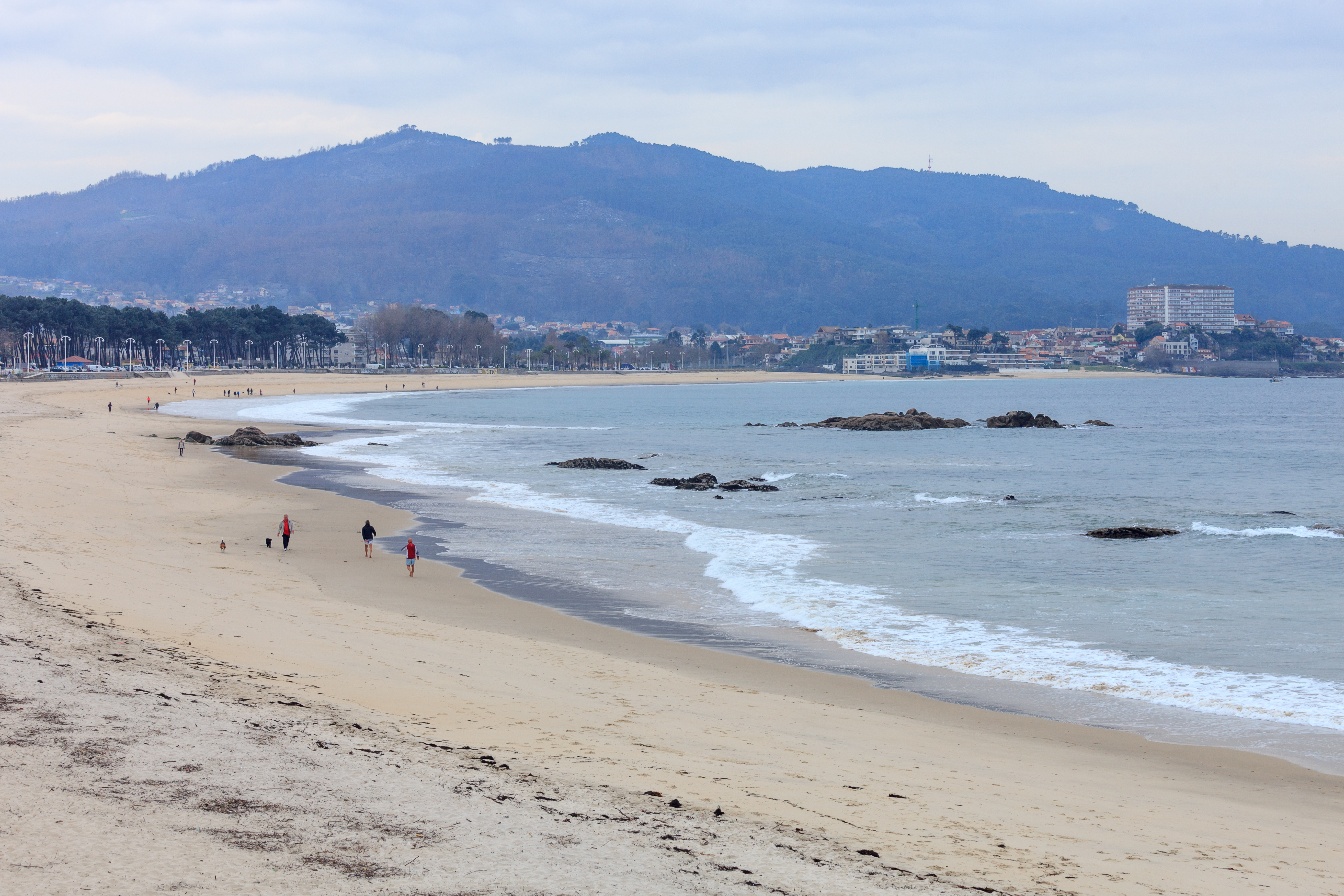
Stranden i februari, 2018.
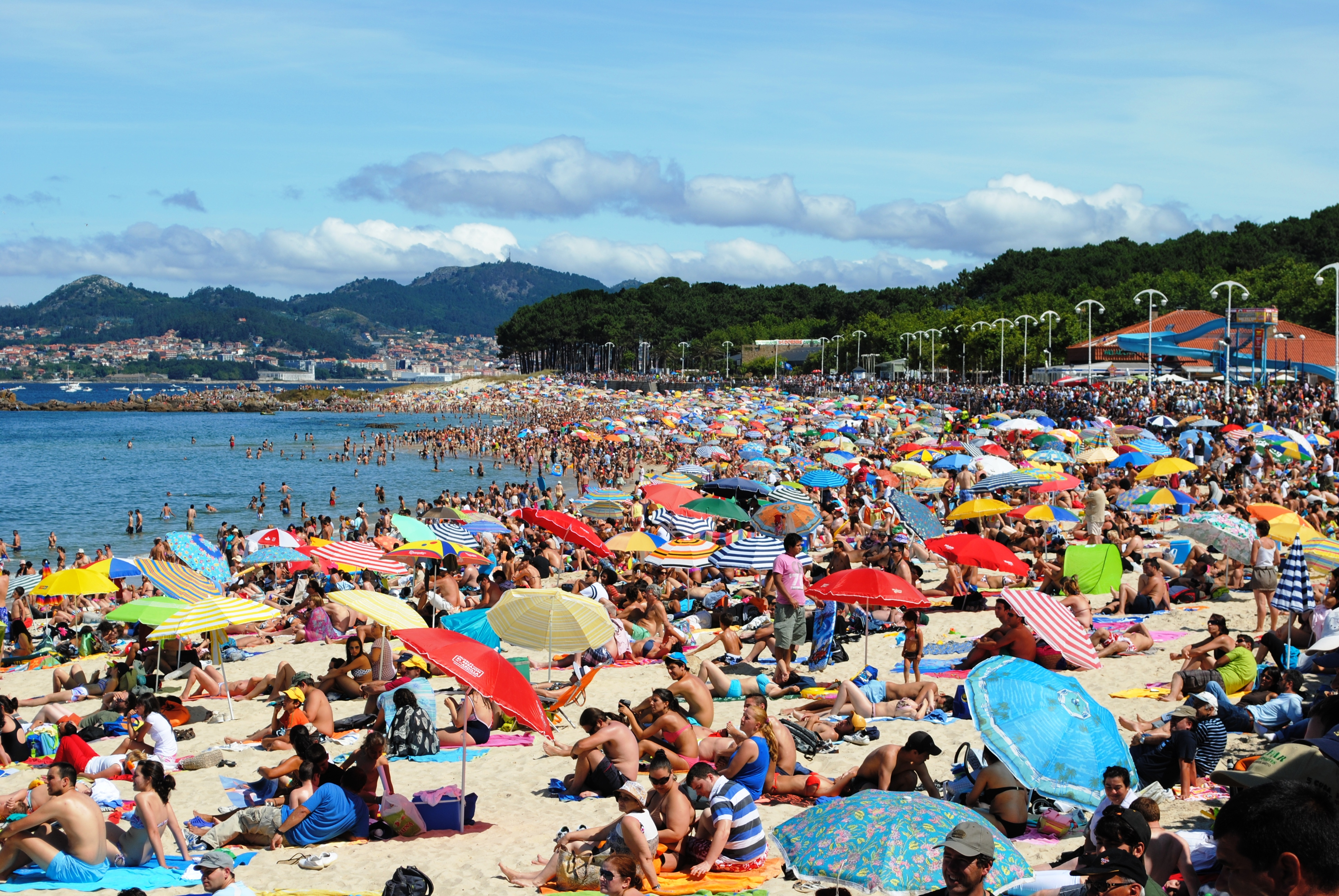
Stranden i juli, 2011.